# علي مسعود
علي مسعود (بالهولندية: Ali Messaoud)‏ (13 أبريل 1991 بأمستردام في هولندا - ) هو لاعب كرة قدم هولندي في مركز الوسط. لعب مع إي زد ألكمار وفيلم تو تيلبورغ ونادي فادوتس.

## وصلات خارجية
- علي مسعود على موقع قاعدة بيانات كرة القدم.إي يو (الإنجليزية)
- علي مسعود على موقع عالم كرة القدم.نت (الإنجليزية)